# Al-Li
Hợp kim Al-Li là hợp kim của nhôm với lithi thông thường bao gồm cả đồng và ziriconi. Khi lithi là một kim loại nguyên tố có tỷ trọng rất thấp, thì nếu bổ sung vào nhôm sẽ cho hợp kim có tỷ trọng thấp hơn nhôm nguyên tố. Nếu bổ sung vào hợp kim một lượng 1% lithi thì sẽ làm cho hợp kim Al-Li nhẹ đi 3% và tăng độ cứng lên 5%. Hợp kim Al–Li thương mại chiếm 2,45% lithi theo khối lượng.
Hợp kim Al-Li rất quan trọng và được sử dụng rộng rãi trong công nghiệp vũ trụ, do lợi thế về trọng lượng riêng. Hiện tại hợp kim này đang được sử dụng cho ngành hàng không và các dự án máy bay lên thẳng.
Phôi và phế liệu cũng như các vật liệu tái chế của hợp kim Al-Li phải để riêng và không được để lẫn với các nhón hợp kim của nhôm khác, bởi vì chúng có thể gây cháy nổ rất nguy hiểm.